# Julija Zarudniewa
Julija Zaripowa, Julia Michajłowna Zarudniewa (ros. Юлия Михайловна Заруднева; ur. 26 kwietnia 1986) – rosyjska lekkoatletka, specjalizująca się w biegu na 3000 metrów z przeszkodami.
Wielokrotna mistrzyni Rosji na różnych dystansach. W 2008 zdobyła srebrny oraz brązowy medal mistrzostw Europy w przełajach. Srebrna medalistka mistrzostw świata w Berlinie (2009) w biegu na 3000 m z przeszkodami. Podczas berlińskich mistrzostw ustanowiła nowy rekord życiowy w biegu przeszkodowym: 9:08,39. Podczas mistrzostw świata w Daegu zdobyła złoty medal, rok później zdobywając złoto igrzysk olimpijskich uzyskała w finale czas 9:06,72; wynik ten daje jej 3. miejsce w światowych tabelach historycznych w tej konkurencji. Tydzień po igrzyskach wystartowała w mityngu diamentowej ligi w Sztokholmie, kiedy to poprawiła swój rekord życiowy na 9:05,02, który jest szóstym najlepszym rezultatem w historii.

## Doping
30.01.2015 MKOL poinformował, że sportsmenka naruszyła przepisy antydopingowe, co zostało ustalone na podstawie analizy profilu hematologicznego z paszportu biologicznego. Jej wyniki uzyskane w terminach 20.06.2011-20.08.2011 i 3.06.2012-3.09.2012 zostały anulowane i została zdyskwalifikowana na okres 2,5 roku, poczynając od 25.06.2013. Po apelacji IAAF sportowy sąd arbitrażowy w Lozannie anulował wyniki Zarudniewej uzyskane w okresie 20.06.2011-25.06.2013, odbierając jej złoty medal mistrzostw świata w 2011 r. i złoty medal z olimpiady w Londynie w 2012r.
21.11.2016 podano do publicznej wiadomości, że w próbce pobranej po finale biegu na 3000m z przeszkodami na olimpiadzie w 2012 r. stwierdzono środek sterydowo-anaboliczny Turinabol.

## Odznaczenia
- Order Przyjaźni (13 sierpnia 2012) – za wielki wkład w rozwój kultury fizycznej i sportu, wysokie osiągnięcia sportowe na zawodach XXX Olimpiady 2012 roku w Londynie (Wielka Brytania)[4]